# Glossosoma orientale
Glossosoma orientale är en nattsländeart som beskrevs av Douglas E. Kimmins 1953. Glossosoma orientale ingår i släktet Glossosoma och familjen stenhusnattsländor. Inga underarter finns listade i Catalogue of Life.